# Líbáš jako ďábel

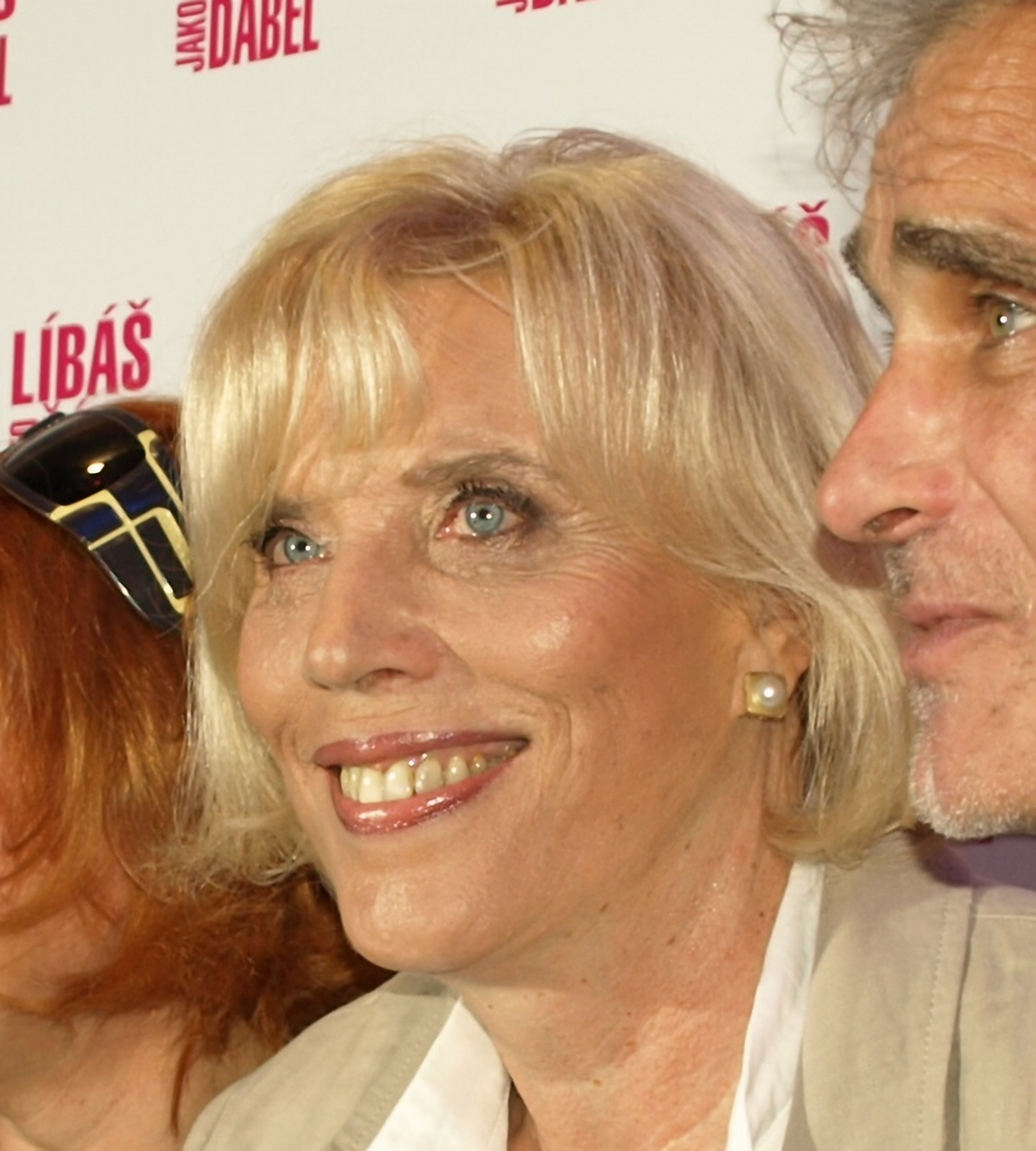
Režisérka Marie Poledňáková

Líbáš jako ďábel je situační komedie z roku 2012. Režisérka je Marie Poledňáková. Jde o komedii plnou zvratů, soustředěnou v ději na výrazné charaktery čtyř postav zralého věku. Hrají v něm například Oldřich Kaiser, Jiří Bartoška, Eva Holubová a Kamila Magálová. Odehrává se v obrazově bohatých kulisách Orientu.

## Děj
Známý spisovatel Karel je konečně z bytu pryč a žije si svůj život záletníka, ale něco v životě začíná ztrácet. Bohunka, bývalá manželka Františka, trpí stále těžšími depresemi z odchodu svého manžela.
Oba se chtějí ke svým expartnerům vrátit. František a Helena chtějí mít klid a pohodu, a proto odlétají na zaslouženou dovolenou do Maroka.
Ale i v Africe se jim potíže nevyhnou. Jejich bývalí partneři vycítí, jak se jim znovu vplíží do života. Teprve v Maroku milenci musí podstoupit velkou zkoušku jejich lásky.

## Obsazení
| Kamila Magálová | Helena    |
| Jiří Bartoška   | Karel     |
| Oldřich Kaiser  | František |
| Eva Holubová    | Bohunka   |
| Nela Boudová    | Kristýna  |
| Jiří Langmajer  | Láďa      |
| Tereza Kostková | Monika    |
| Martha Issová   | Bela      |
| Roman Vojtek    | Adam      |
| Filip Antonio   | Bastík    |
| Milan Šteindler | Béďa      |
| Petr Nárožný    | psychiatr |
| Sandra Pogodová | Miluška   |

## Premiéra
Novinářská projekce s tiskovou konferencí byla 9. května 2012. Premiéra byla 17. května 2012.

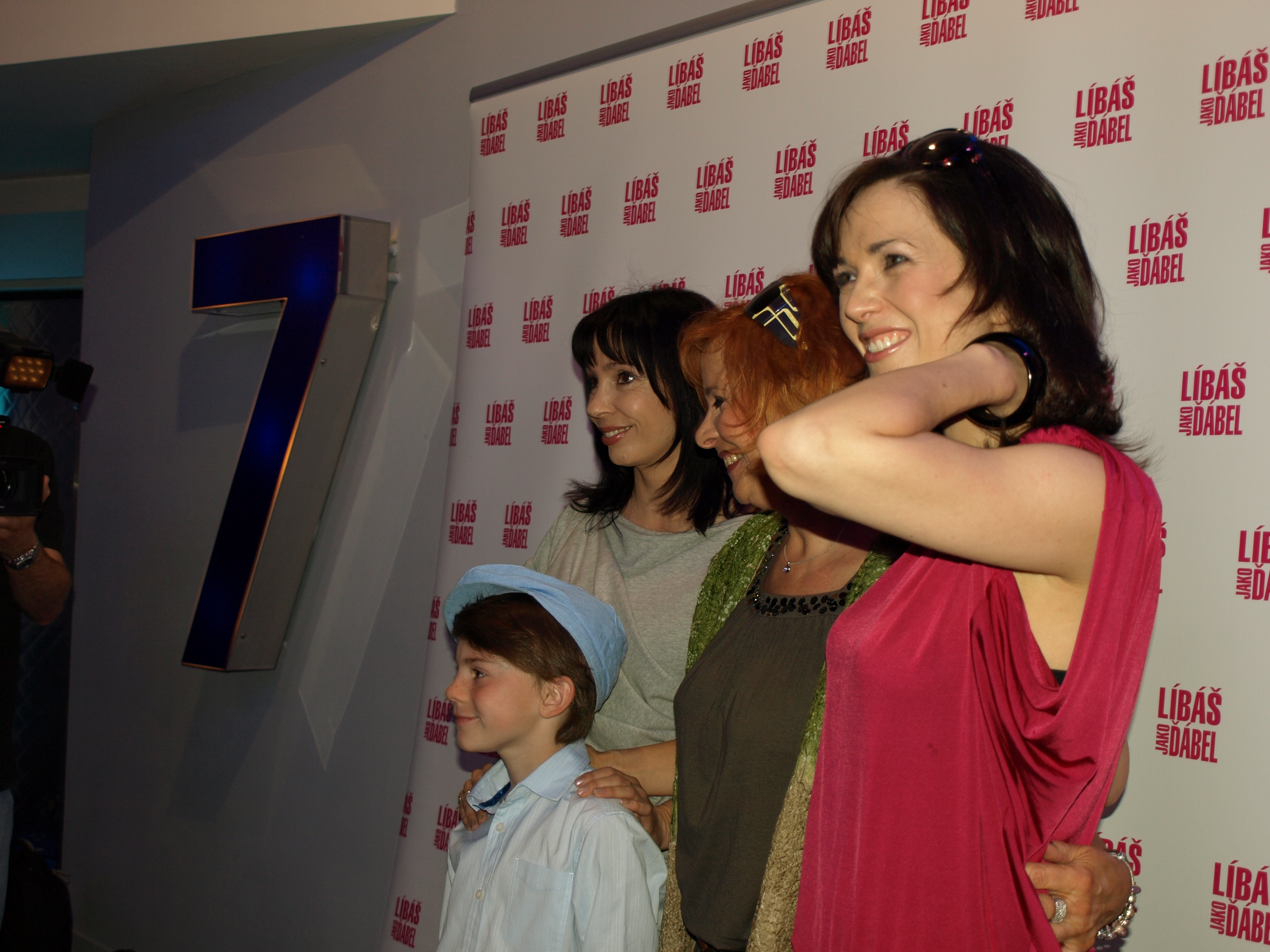
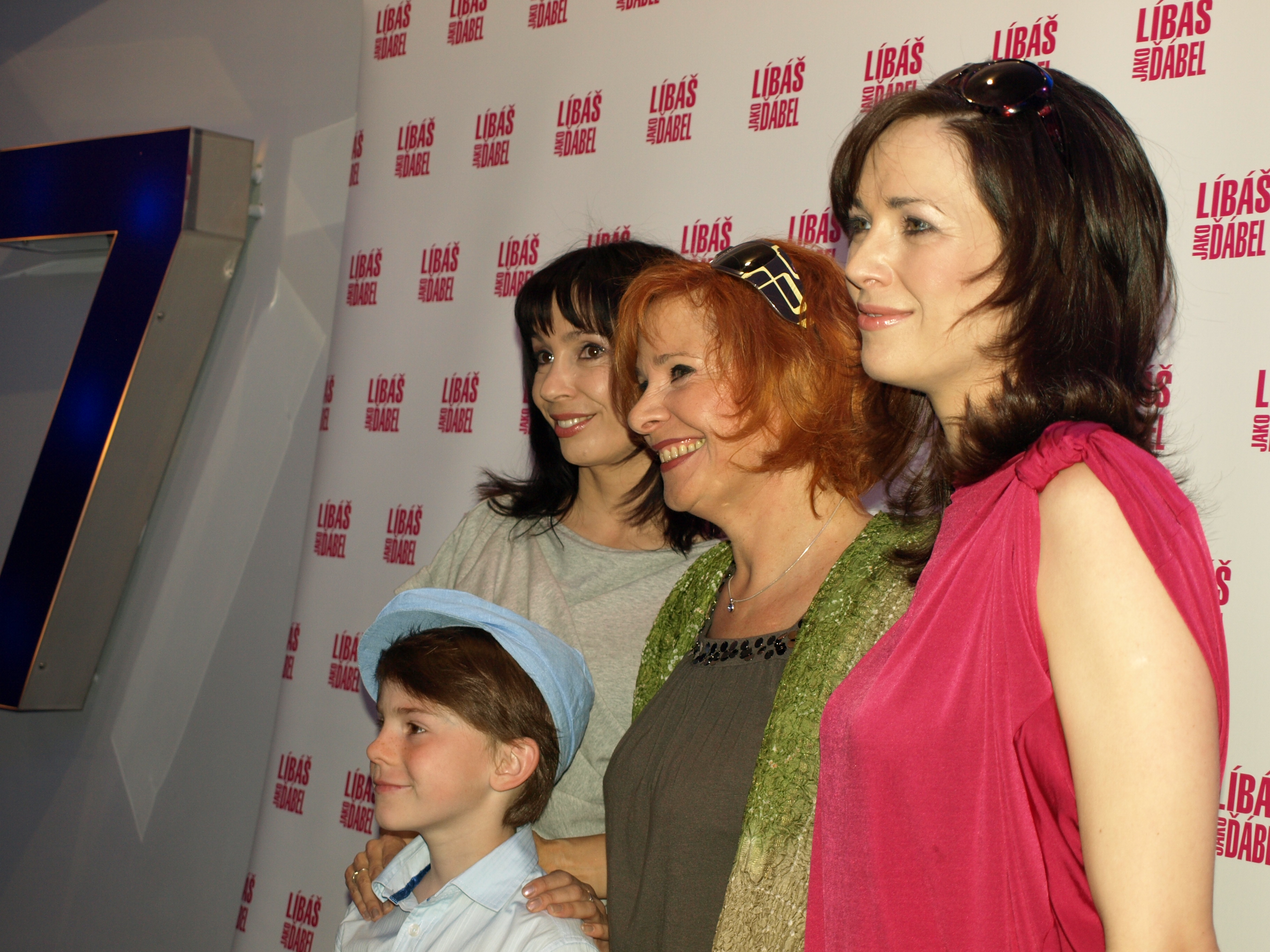
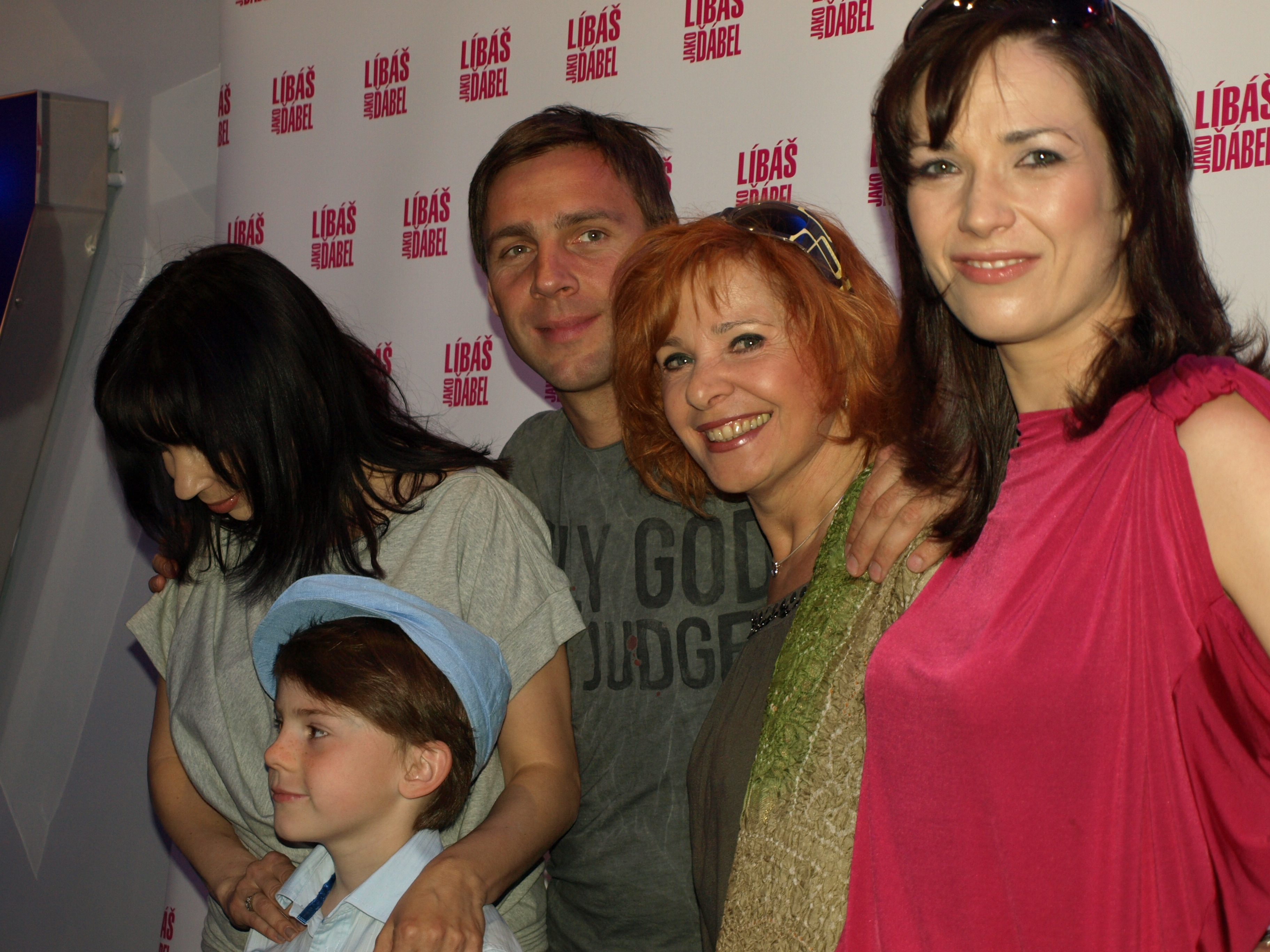
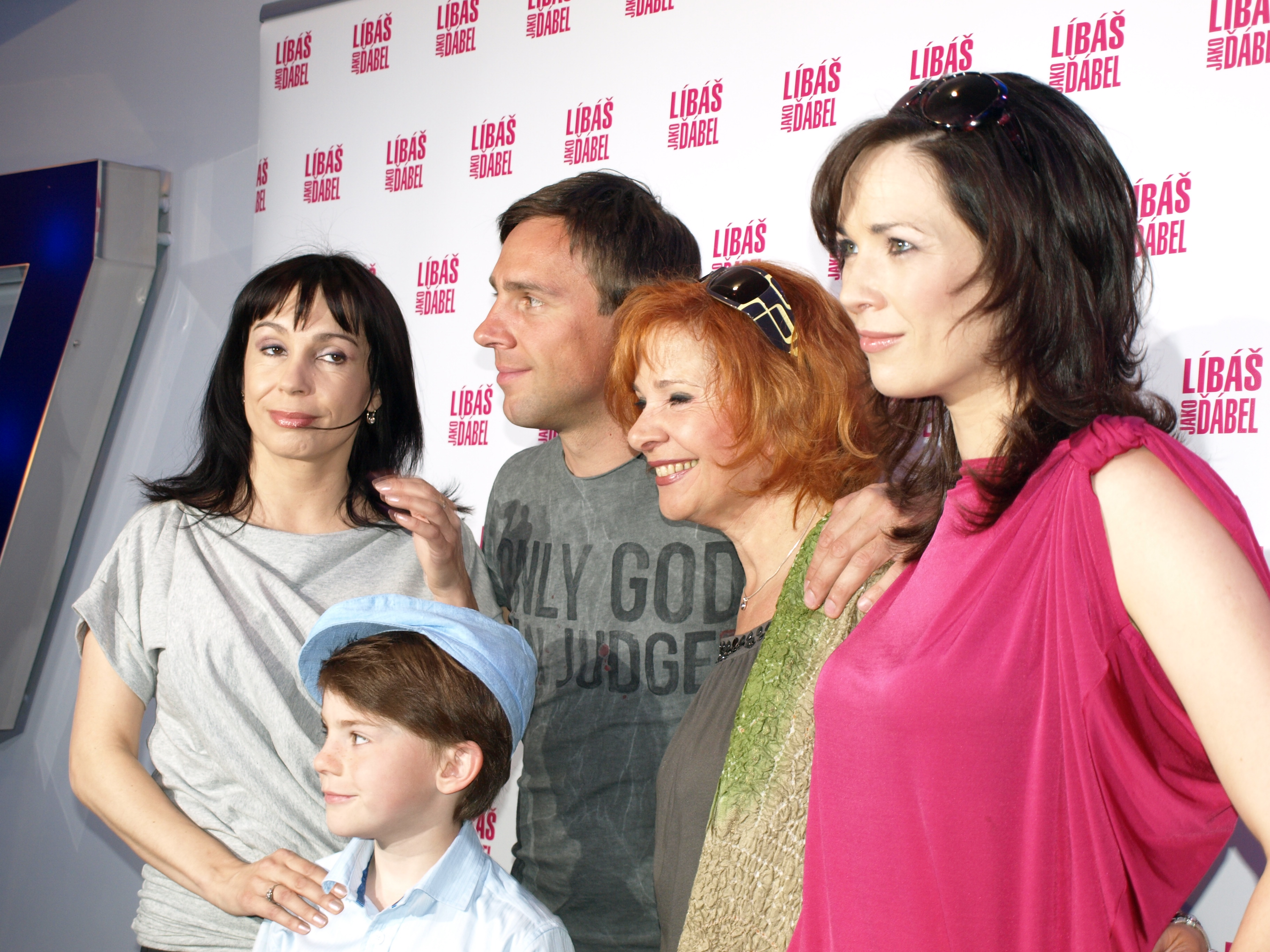